# Fate: Undiscovered Realms
Fate: Undiscovered Realms – komputerowa gra fabularna osadzona w realiach fantasy, wyprodukowana przez Encore Studios i wydana w 2008 roku przez WildStudios. Jest to kontynuacja gry komputerowej Fate z roku 2005. W Fate: Undiscovered Realms główny nacisk położono na szybką akcję i intuicyjną rozgrywkę. Gra została pozytywnie przyjęta przez krytyków.